# Varlaboplatsen
Varlaboplatsen är en arkeologisk fyndplats från yngre järnålder och äldre medeltid, belägen i Tölö socken, strax norr om Kungsbacka i Halland. Det undersökta området visar på bosättning från mesolitikum fram till nutid. Mest intressant var spåren efter en stormansgård från vikingatid och äldre medeltid.

## Platsens historia
Det undersökta området ligger på nordspetsen av Varlaberg och omfattar delar av Varlas gamla bytomt. Idag är området ett bostadsområde, beläget i Kungsbackas norra utkant. Platsen har länge varit attraktivt för bosättning. De allra äldsta fynden är från mesolitikum och senast från 1200-talet före Kristus- det vill säga från yngre bronsålder- har det funnits en bofast befolkning här.
Det del av bebyggelsesekvensen som tilldragit sig störst intresse är de från yngre järnåldern och äldre medeltiden. Från denna period finns både föremålsfynd och byggnadslämningar som pekar mot att det funnits en stormansgård här, senast från 1100-talet. Mest iögonfallande var grunden efter en stor hallbyggnad samt flera av föremålsfynden som vittnar om en välbeställd gårdsbefolkning. I kung Valdemars Jordebok omnämns en kungsgård (kungalev) i Tölö. En möjlig tolkning är att Varlagården är en del av detta danska, kungliga gods under tidig medeltid.
Fynden efter cirka år 1200 är sparsmakade. Hur området använts under resterande del av medeltid är okänt. Det är först äldre kartmaterial och spår efter 1800- och 1900-talets gårdsbebyggelse som visar bebyggelsens struktur.

## Undersökningsresultat och metoder
De första undersökningarna gjordes på 1970-talet som på grund av bostadsbyggande fortsatte från 1989 och under 1990-talet. Fynden täcker en stor del av historien: från mesolitikum (flintföremål), senneolitisk keramik och flintslagningsplats. Från bronsålderns mellersta del fanns kokgropar, tidstypisk keramik och flintföremål. Likartade fyndkategorier finns fram till 200 efter Kristus. Ett yngre tidsskede representeras av ett vendeltida grophus och det allra yngsta utgörs av torp- och bybebyggelse från 1990-talet.
Den period som intresserat arkeologer mest är det bebyggelseskede som kan knytas till 10- och 1100-talet. Från denna period finns ett stort välbyggt boningshus, en hall samt relativt omfattande kulturlager med stort inslag av eldpåverkade småsten (skärvsten). Detta lager tycks ha vuxit till under åren omkring 1000–1200. Vidare har fynd som viktlod, beslag med djurornamentik, olika dräktspännen, silvermynthängen och sporrar med silverinläggningar gjorts. Just sporrar, hantering av ädelmetaller, föremål med djurornamentik brukar knytas till aristokratiska miljöer.
Det finns gott om spår efter järnsmide och man har även ägnat sig åt metallgjutning (degel). De äldsta spåren av metallgjutning påträffades i ett grophus från 700-talet (gjutformsfragment).
Andra hantverksprodukter från Varlas tidigmedeltida skede är horn- och benhantverk samt täljstenshantverk. En liten probersten som använts för att ange guldhalten i föremål hittades i en väldaterad kontext som C14-daterats till 1070–1030 f.Kr.
Osteologiska undersökningar visar på förekomst av nötkreatur, gris, får/get, häst, höns, gås samt saltvattenfiskar som kummel, vitling, sill, pigghaj och torsk. Vilt representeras av kronhjort och rådjur, liksom säl och sjöfågel.
Dateringarna baseras både på föremålstypologi och C14-dateringar.

## Galleri

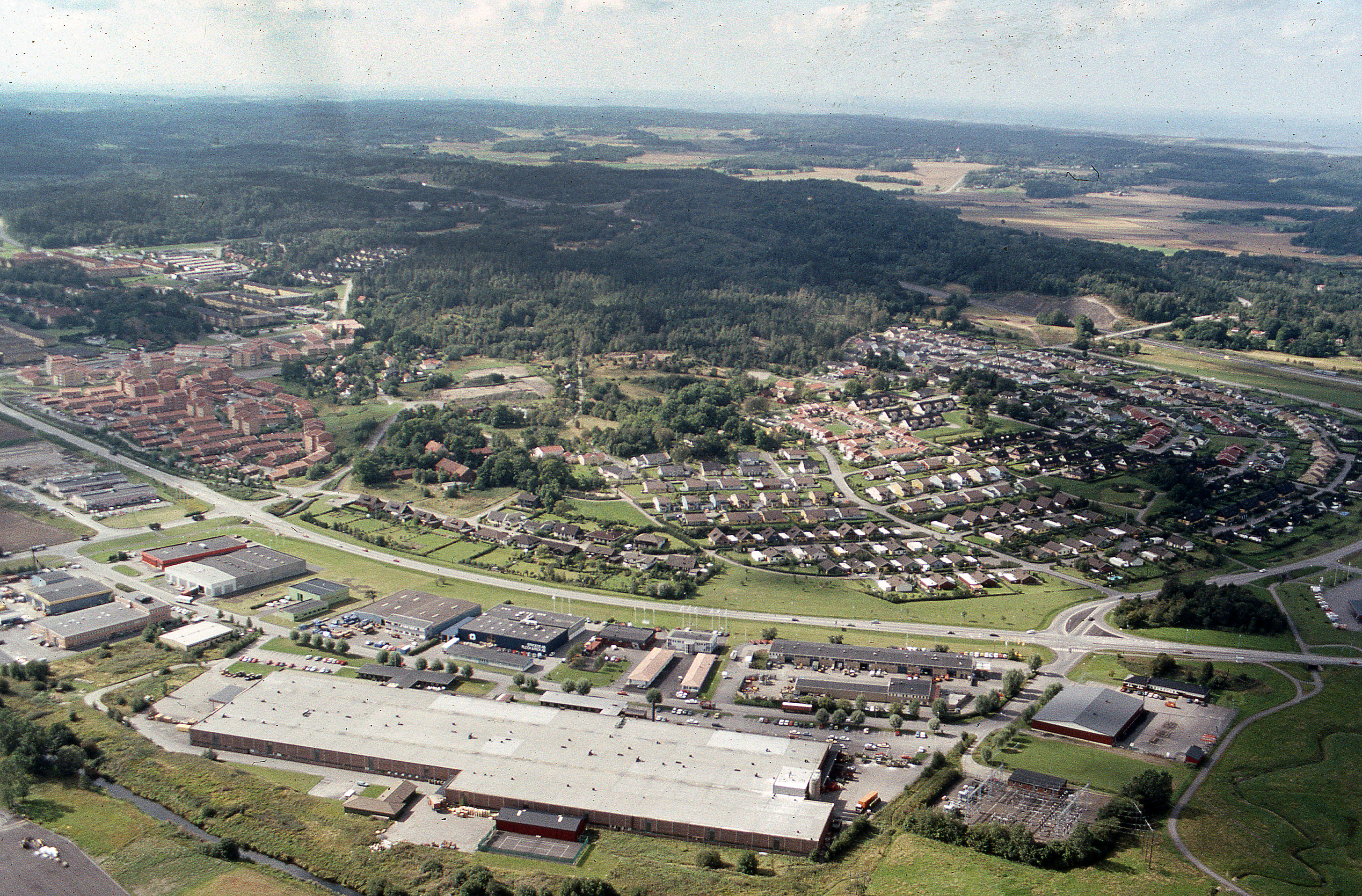
Varlaberg, Kungsbacka. Bilden är tagen från nordöst. Strax till vänster om bildens mitt kan man skymta 1989 års undersökningsområde.

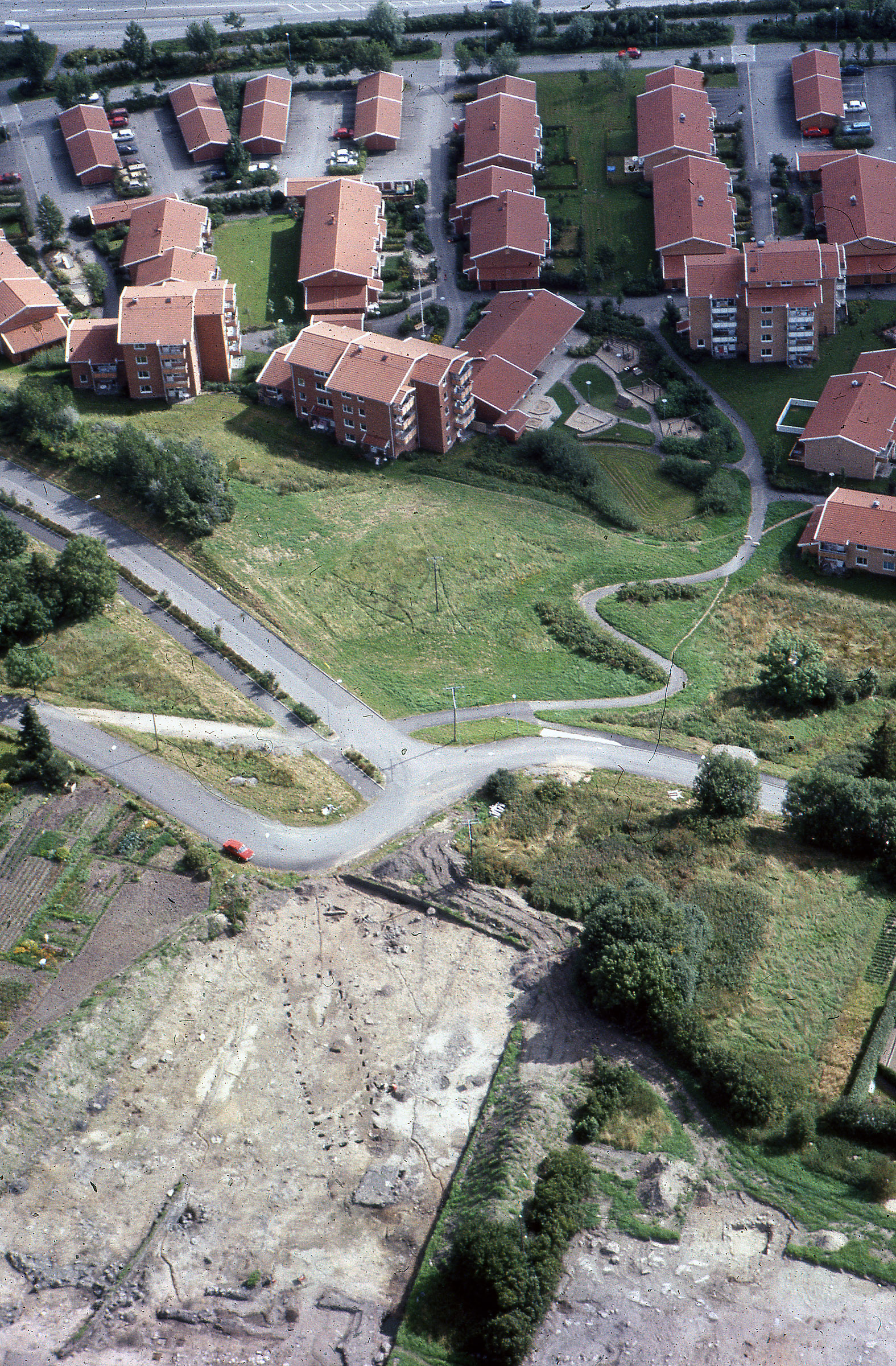
Varlahallen. På bilden syns de gropar i vilka det takbärande timret stått.

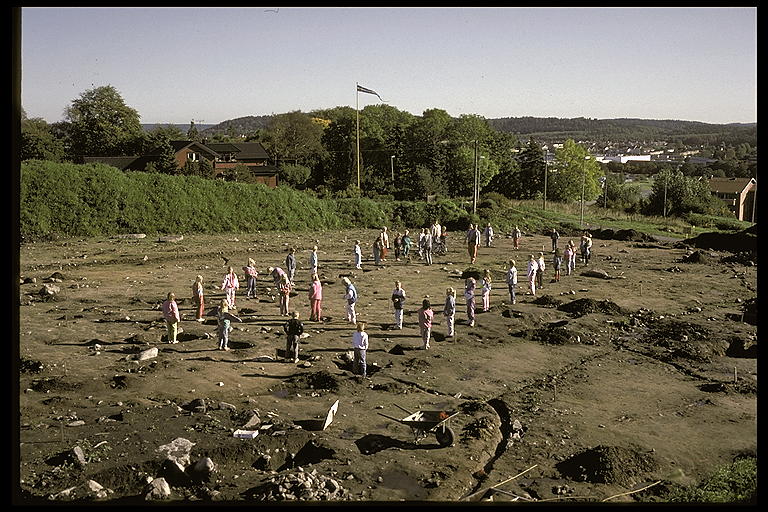
Groparna för det takbärande timret markeras här av skolbarn på besök.

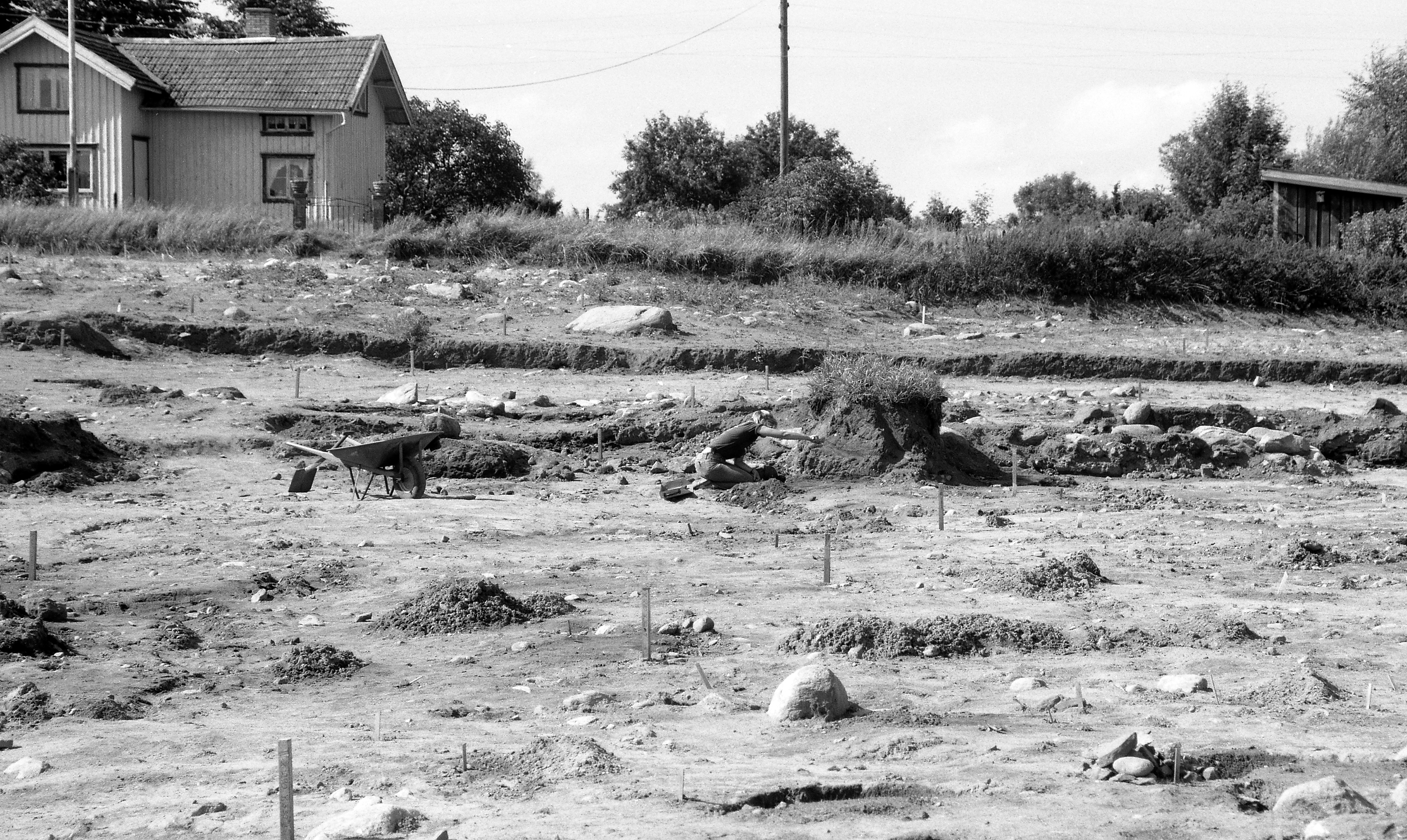
Ställvis täckte ett metertjockt jordlager de tidigmedeltida lämningarna.

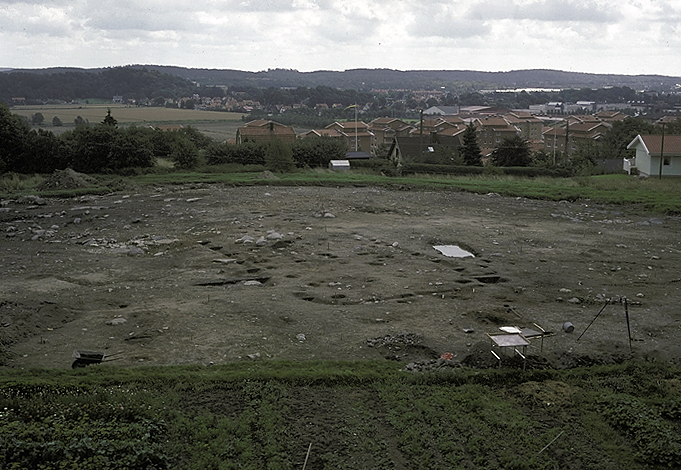
Sannolikt husgrund, osäker datering. Mot öster.

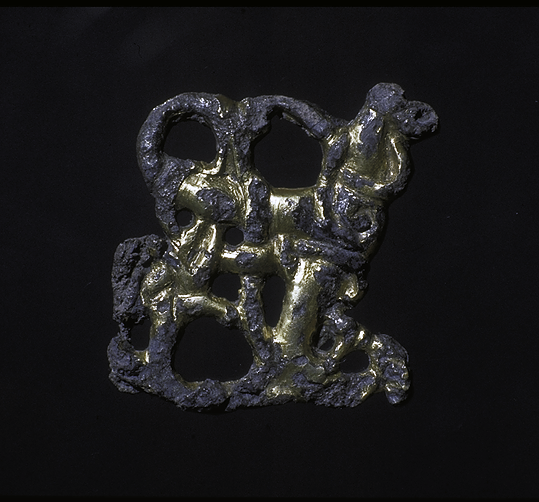
Förgyllt silverspänne - Urnes-stil.

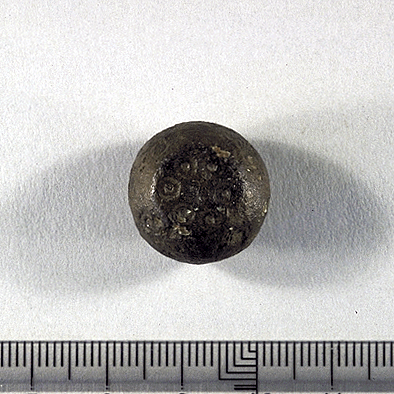
Viktlod

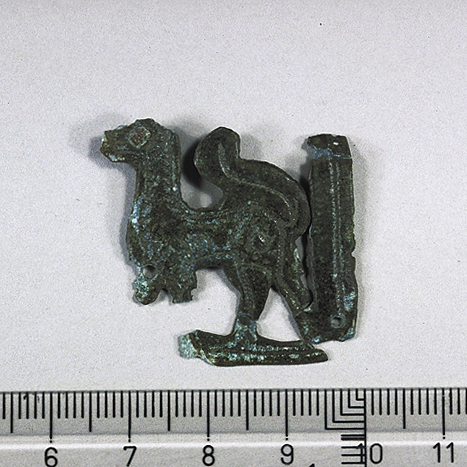
Bronsbeslag, romansk stil.